# Scraptia humilis
Scraptia humilis es una especie de coleóptero de la familia Scraptiidae.

## Distribución geográfica
Habita en Sudamérica.